# Катибат Аль-Акса
Катибат Аль-Акса (араб. كتيبة الأقصى‎) — вооружённая бригада чеченских исламистов, действовавшая на территории Сирии и Ирака в составе террористической группировки «Исламское государство» в ходе гражданских войн из-за суннитских восстаний. Считалась одним из самых боеспособных и активных подразделений «Исламского государства».

## История
Исламистская бригада «Катибат Аль-Акса» образована чеченскими боевиками в начале гражданской войны в Сирии и была набрана в основном из чеченцев. Считалась одним из самых активных и боеспособных подразделений ИГ. Дислоцировалась в Манбидже, недалеко от другого чеченского подразделения ИГ «Катибат Ярмук», которым руководил известный исламист Ахмед Чатаев (псевдоним — Ахмад Шишани). Боевики «Аль-Аксы» выступали за установление исламистского правления на территории Сирии и в других исламских странах.
В 2013 году сооснователь бригады «Аль-Акса» Абу Умар Шишани присягнул на верность ИГИ и со своими боевиками принимал активное участие в боевых действиях на их стороне. Участвовал в осаде города Кобани и в других операциях в Сирии и Ираке.
По признанию Абу Умара Шишани, только в боях за Курдский город Кобани в Сирии в 2015 году от авиаударов международной коалиции погибло до 500 чеченских боевиков из этого формирования.
Международная организация «International Crisis Group», занимающаяся исследованием и анализом глобальных кризисов, анализируя деятельность амира «Катибат Аль-Акса» Абу Умара Шишани и его боевиков, утверждает следующее: 

 «…Абу Омар (Умар) Шишани, самый высокопоставленный северо-кавказский боевик в ИГ, по некоторым данным, был ранен или убит в ходе недавнего авиаудара США. Его военные успехи, особенно руководство операциями по захвату иракской провинции Анбар и некоторых частей восточной Сирии, как известно, помогли Абу Бакру аль-Багдади провозгласить свой халифат…». — The North Caucasus Insurgency and Syria: An Exported Jihad? («Crisis Group», Брюссель, 16 марта 2016)

## Амиры
- Абу Умар Шишани[18][19][12].
- Абу Абдуллах Шишани[20][21].
- Абу Хафс Шишани[22][23].
- Адам Шишани[23].
- Абу Умар Грозненский (Грозный[24])[25][26][27][28].
- Хайруллах Шишани[29][30].

## Медиа-служба
Ильяс Дениев (псевдонимы — «Сайфуллах Шамский», «Абу Хамза») — чеченский боевик ИГ, представитель медиа-службы бригады «Катибат Аль-Акса». Он являлся одним из главных активистов русскоязычного медиаресурса ИГ «ShamToday». Дениев убит 15 апреля 2015 года в Ираке в ходе боя с правительственной армией. Чуть позже гибель боевика была подтверждена членами группировки ИГ.